# Yuzhong, Lanzhou
Yuzhong är ett härad inom Lanzhous stad på prefekturnivå i provinsen Gansu i nordvästra Kina. 
Yuzhong är indelat i elva köpingar och tolv socknar.. 
Köpingar (zhen):

- Chengguan (城关镇)
- Dingyuan (定远镇)
- Gancaodian (甘草店镇)
- Gaoya (高崖镇)
- Gongjing (贡井镇)
- Heping (和平镇)
- Jinya (金崖镇)
- Lianda (连搭镇)
- Qingcheng (青城镇)
- Xiaguanying (夏官营镇)
- Xinying (新营镇)

Socknar (xiang):

- Haxian (哈岘乡)
- Laizibao (来紫堡乡)
- Longquan (龙泉乡)
- Mapo (马坡乡)
- Qingshuiyi (清水驿乡)
- Sanjiaocheng (三角城乡)
- Shanghuacha (上花岔乡)
- Weiying (韦营乡)
- Xiaokangying (小康营乡)
- Yinshan (银山乡)
- Yuanzicha (园子岔乡)
- Zhonglianchuan (中连川乡)